# Plastic Love
"Plastic Love" é uma música lançada pela cantora japonesa Mariya Takeuchi. A música foi incluída no álbum de Takeuchi, em 1984, Variety, e também lançada como single um ano depois.
O single, incorporando o estilo city pop, teve uma recepção mediana e vendeu cerca de 10.000 cópias. Em 2017, a música ressurgiu internacionalmente quando um remix de oito minutos da música foi enviado ao YouTube, alcançando rapidamente mais de 24 milhões de visualizações antes de ser removido por violação de direitos autorais.

## Produção e liberação
"Plastic Love" foi escrita e cantada por Takeuchi e produzida por seu marido, Tatsuro Yamashita. Em uma entrevista ao The Japan Times, Takeuchi comentou: "Eu queria escrever algo dançável, algo com uma música city pop [...] [a letra] conta a história de uma mulher que perdeu o homem que ela realmente ama". Yamashita também tocou guitarra para a música, enquanto Yasuharu Nakanishi tocou piano elétrico, Kōki Itō tocou baixo e Jūn Aoyama tocou bateria.
A música foi lançada pela primeira vez no álbum de Takeuchi, 1984, Variety. Um single de doze polegadas foi lançado em 15 de março de 1985, que incluiu um "versão estendida" e "nova remixagem" da música, alcançando a 86.ª posição na Oricon Singles Chart.

## Ressurgimento
Em 5 de julho de 2017, um remix de oito minutos de "Plastic Love" foi enviado ao YouTube por um usuário conhecido como "Plastic Lover". O vídeo mostrou uma versão recortada da capa do single anterior de Takeuchi, "Sweetest Music", tirada pelo fotógrafo Alan Levenson, de Los Angeles. Coincidindo com a crescente popularidade do gênero vaporwave, o vídeo se espalhou rapidamente pelo YouTube através do algoritmo de recomendações da plataforma. Sua divulgação também foi auxiliada por memes da Internet, discussões no Reddit e fanart da capa "Sweetest Music" em plataformas como DeviantArt. O vídeo obteve 24 milhões de visualizações antes de ser retirado por violações de direitos autorais, mas foi restaurado em 2019.
Ryan Bassil, do Vice, comentou que a música é peculiar e não precisa exatamente de palavras para descrever habilmente um sentimento específico e definido, chamando-a de "a melhor música pop do mundo".
Em 16 de maio de 2019, um videoclipe oficial produzido por Kyōtaro Hayashi foi lançado no YouTube. Também existem várias versões cover de "Plastic Love", incluindo uma de Tofubeats e outra de Friday Night Plans.

## Single de doze polegadas
Um single de doze polegadas foi lançado em 15 de março de 1985, que incluía uma "versão estendida" e "nova remixagem" da música. O single foi o décimo segundo single de Takeuchi lançado.

### Lista de músicas
Todas as faixas escritas e compostas por Mariya Takeuchi. 
| N.º            | Título                            | Duração |  |
| 1.             | "Plastic Love" (Versão Estendida) | 9:15    |  |
| 2.             | "Plastic Love" (Nova Remixagem)   | 4:51    |  |
| Duração total: | Duração total:                    | 14:06   |  |

### Paradas musicais
| Parada musical (1985)        | Posição de parada |
| ---------------------------- | ----------------- |
| Japão (Oricon Singles Chart) | 86                |